# 托米斯拉夫·卡拉馬爾科
托米斯拉夫·卡拉馬爾科（1959年5月25日—）是一位克羅埃西亞政治家。卡拉馬爾科在1989年加入克羅埃西亞民主聯盟，是克羅埃西亞民主聯盟的創始成員之一。現在他是克羅埃西亞民主聯盟的主席。

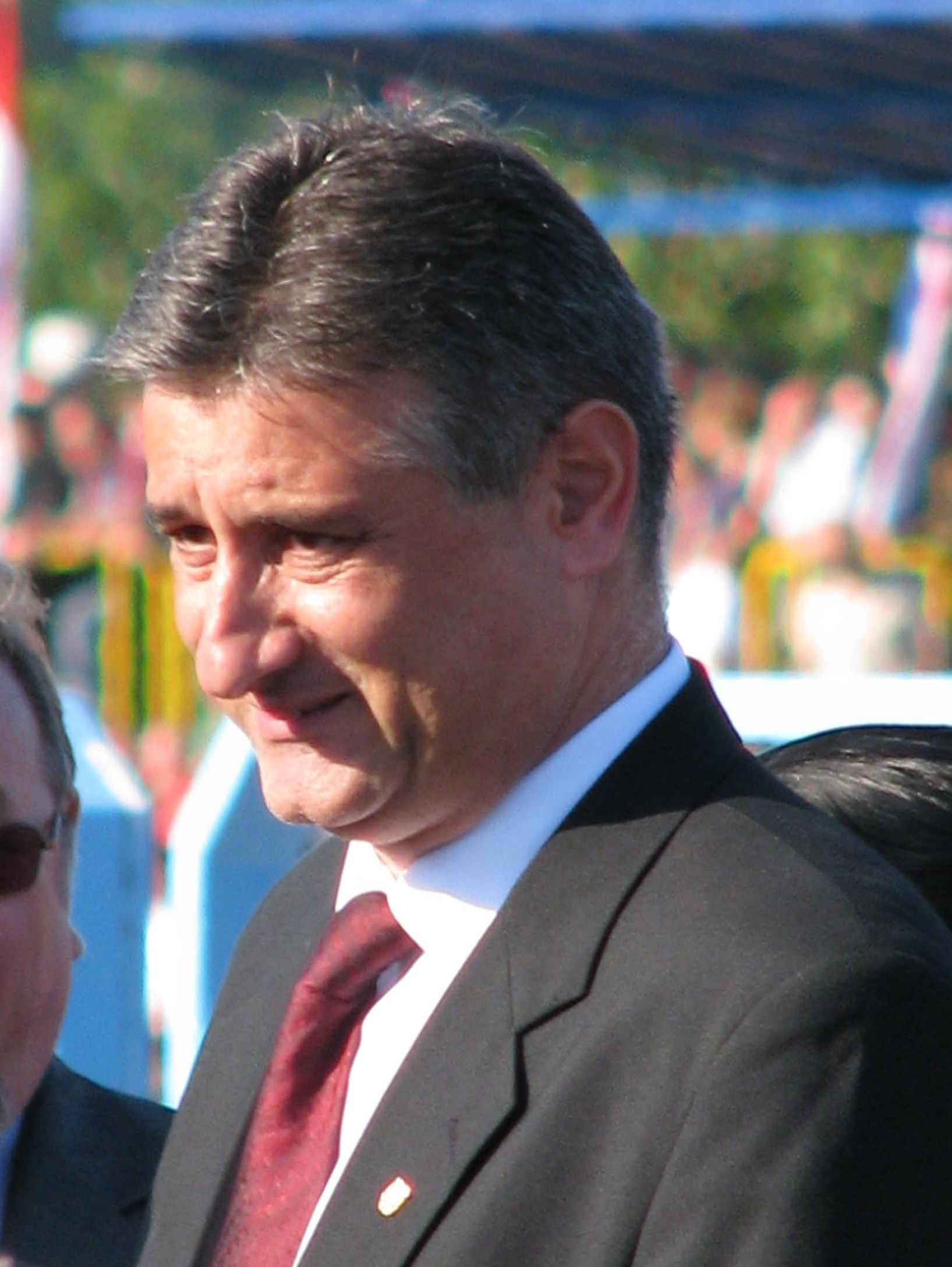
2009年